# Tennis de table aux Jeux olympiques d'été de 2012 – Par équipes femmes
Navigation
Pékin 2008 Rio de Janeiro 2016
L'épreuve par équipes femmes en tennis de table fait partie du programme de cette épreuve aux Jeux olympiques d'été de 2012 à Londres. L'épreuve aura lieu du vendredi 3 août au mardi 7 août 2012 à l'ExCeL London.
Le tournoi sera un tournoi à élimination directe avec une finale pour la troisième place joué entre les deux perdants des demi-finales.

## Médaillés
| Or                                 | Argent                                          | Bronze                                      |
| Chine Ding Ning Guo Yue Li Xiaoxia | Japon Ai Fukuhara Kasumi Ishikawa Sayaka Hirano | Singapour Feng Tianwei Li Jiawei Wang Yuegu |

## Qualification
Pour cette épreuve, 16 équipes avec 3 athlètes chacune se sont qualifiés soit en étant le pays hôte (pour la Grande-Bretagne) soit grâce à leur nombre de joueuses qualifiées et à leur classement aux Championnats du monde par équipe 2012.

## Calendrier
Toutes les heures sont en British Summer Time (UTC+1).
| Dates  | Heure de départ | Tour                              |
| ------ | --------------- | --------------------------------- |
| 3 août | 10 h 00         | 1er tour                          |
| 4 août | 14 h 30         | Quarts de finale                  |
| 5 août | 19 h 00         | Demi-finales                      |
| 6 août | 10 h 00         | Demi-finales                      |
| 7 août | 11 h 00         | Finale pour la médaille de bronze |
| 7 août | 15 h 30         | Finale                            |

## Têtes de séries
Le classement des équipes est basé sur le classement individuel des joueurs en juillet 2012 mais est seulement pris en compte les joueurs qualifiés de chaque équipe,.
| Rang | Équipe          | Athlètes (classement mondial au 4 juillet) | Athlètes (classement mondial au 4 juillet) | Athlètes (classement mondial au 4 juillet) |
| ---- | --------------- | ------------------------------------------ | ------------------------------------------ | ------------------------------------------ |
| 1    | Chine           | Ding Ning (1)                              | Li Xiaoxia (3)                             | Guo Yue (8)                                |
| 2    | Japon           | Kasumi Ishikawa (6)                        | Ai Fukuhara (7)                            | Sayaka Hirano (18)                         |
| 3    | Singapour       | Feng Tianwei (8)                           | Wang Yuegu (11)                            | Li Jiawei (15)                             |
| 4    | Corée du Sud    | Kim Kyung-Ah (5)                           | Seok Ha-Jung (19)                          | Park Mi-Young (33)                         |
| 5    | Hong Kong       | Tie Ya Na (10)                             | Jiang Huajun (20)                          | Lee Ho Ching (85)                          |
| 6    | Allemagne       | Wu Jiaduo (16)                             | Irene Ivancan (37)                         | Kristin Silbereisen (47)                   |
| 7    | Pays-Bas        | Li Jiao (20)                               | Li Jie (28)                                | Elena Timina (135)                         |
| 8    | Corée du Nord   | Ri Myong-Sun (34)                          | Kim Jong (53)                              | Ri Mi-Gyong (63)                           |
| 9    | Autriche        | Liu Jia (45)                               | Li Qiangbing (64)                          | Amelie Solja (90)                          |
| 10   | Espagne         | Shen Yanfei (17)                           | Sara Ramírez (83)                          | Galia Dvorak (114)                         |
| 11   | Pologne         | Li Qian (30)                               | Natalia Partyka (68)                       | Katarzyna Grzybowska (117)                 |
| 12   | États-Unis      | Ariel Hsing (115)                          | Lily Zhang (139)                           | Erica Wu (448)                             |
| 13   | Grande-Bretagne | Joanna Parker (119)                        | Na Liu (153)                               | Kelly Sibley (177)                         |
| 14   | Australie       | Lay Jian Fang (130)                        | Miao Miao (199)                            | Vivian Tan (243)                           |
| 15   | Brésil          | Caroline Kumahara (192)                    | Lígia Silva (228)                          | Gui Lin (255)                              |
| 16   | Égypte          | Dina Meshref (160)                         | Nadeen El-Dawlatly (279)                   | Raghd Magdy (430)                          |

## Tableau
Le tirage au sort pour les épreuves par équipes a lieu le 25 juillet 2012.
| Premier tour | Premier tour    | Premier tour |  |  | Quarts de finale | Quarts de finale | Quarts de finale |  |  | Demi-finales | Demi-finales | Demi-finales |  |                                  | Finale                           | Finale                           | Finale |
|              |                 |              |  |  |                  |                  |                  |  |  |              |              |              |  |                                  |                                  |                                  |        |
| 1            | Chine           | 3            |  |  |                  |                  |                  |  |  |              |              |              |  |                                  |                                  |                                  |        |
| 10           | Espagne         | 0            |  |  | 1                | Chine            | 3                |  |  |              |              |              |  |                                  |                                  |                                  |        |
| 16           | Égypte          | 0            |  |  | 7                | Pays-Bas         | 0                |  |  |              |              |              |  |                                  |                                  |                                  |        |
| 7            | Pays-Bas        | 3            |  |  |                  |                  |                  |  |  | 1            | Chine        | 3            |  |                                  |                                  |                                  |        |
| 5            | Hong Kong       | 3            |  |  |                  |                  |                  |  |  | 4            | Corée du Sud | 0            |  |                                  |                                  |                                  |        |
| 9            | Autriche        | 1            |  |  | 5                | Hong Kong        | 0                |  |  |              |              |              |  |                                  |                                  |                                  |        |
| 15           | Brésil          | 0            |  |  | 4                | Corée du Sud     | 3                |  |  |              |              |              |  |                                  |                                  |                                  |        |
| 4            | Corée du Sud    | 3            |  |  |                  |                  |                  |  |  |              |              |              |  |                                  | 1                                | Chine                            | 3      |
| 3            | Singapour       | 3            |  |  |                  |                  |                  |  |  |              |              |              |  |                                  | 2                                | Japon                            | 0      |
| 11           | Pologne         | 1            |  |  | 3                | Singapour        | 3                |  |  |              |              |              |  |                                  |                                  |                                  |        |
| 13           | Grande-Bretagne | 0            |  |  | 8                | Corée du Nord    | 0                |  |  |              |              |              |  |                                  |                                  |                                  |        |
| 8            | Corée du Nord   | 3            |  |  |                  |                  |                  |  |  | 3            | Singapour    | 0            |  |                                  |                                  |                                  |        |
| 6            | Allemagne       | 3            |  |  |                  |                  |                  |  |  | 2            | Japon        | 3            |  |                                  |                                  |                                  |        |
| 14           | Australie       | 0            |  |  | 6                | Allemagne        | 0                |  |  |              |              |              |  | Match pour la médaille de bronze | Match pour la médaille de bronze | Match pour la médaille de bronze |        |
| 12           | États-Unis      | 0            |  |  | 2                | Japon            | 3                |  |  |              |              |              |  |                                  | 4                                | Corée du Sud                     | 0      |
| 2            | Japon           | 3            |  |  |                  |                  |                  |  |  |              |              |              |  |                                  | 3                                | Singapour                        | 3      |